# Chelon saliens
Mulet sauteur
Espèce
Statut de conservation UICN

 LC  : Préoccupation mineure
Synonymes
- Liza saliens (Risso, 1810)
- Liza saliens furcata Popov, 1930
- Mugil saliens Risso, 1810
- Mugil verselata Nardo, 1847

Le Mulet sauteur, Chelon saliens (anciennement Liza saliens), est une espèce de poissons osseux marins de la famille des Mugilidae qui est présent surtout dans les eaux saumâtres de la Méditerranée.
Il est également appelé muge sauteur.

## Description

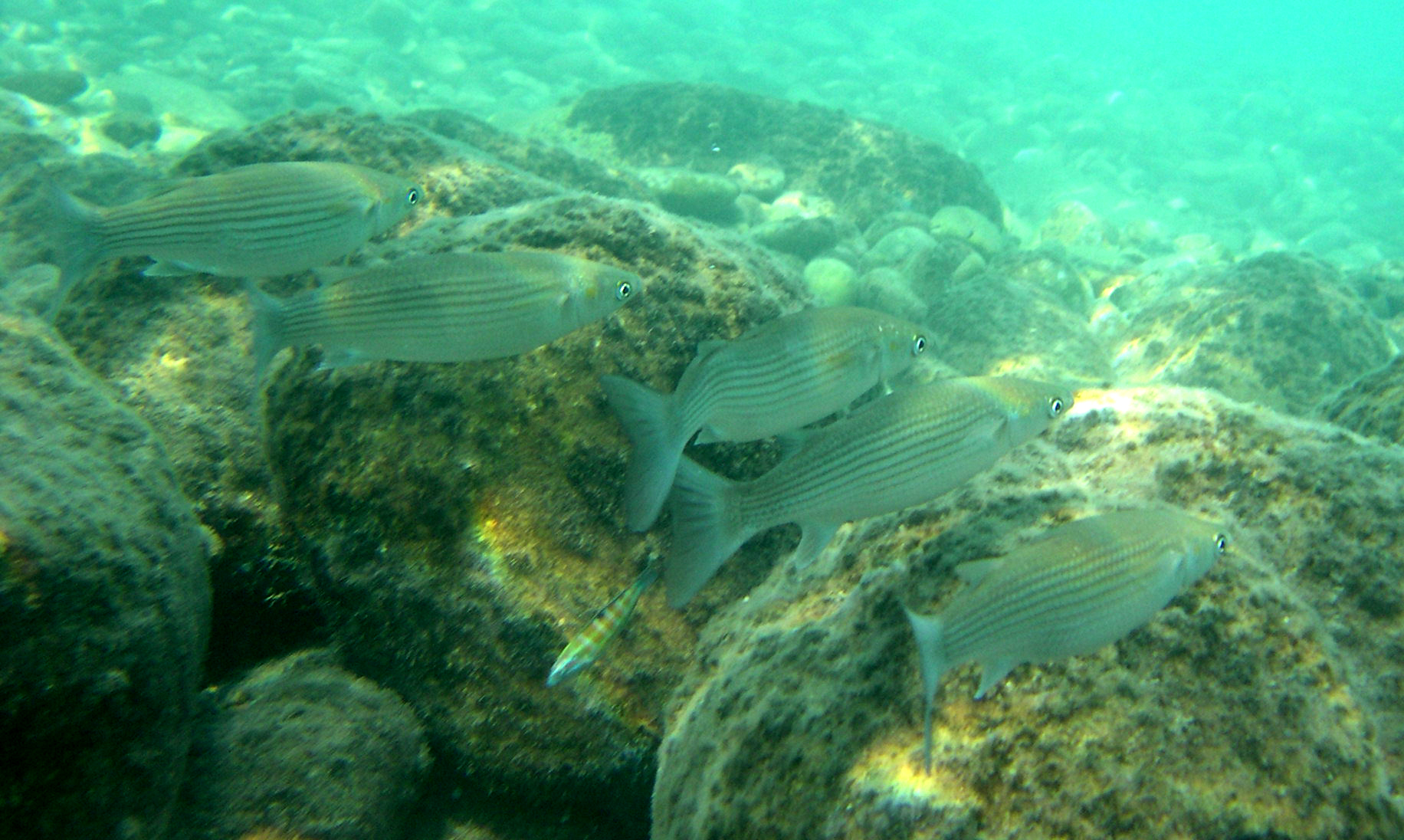
Un banc de mulets sauteurs dans la Méditerranée.

Très semblable au mulet doré, ils sont très difficiles à distinguer, mais le mulet sauteur se différencie par :
- un corps très mince, beaucoup plus que les autres mulets
- un museau plus pointu
- ou aussi par l'absence de taches noires à la base des nageoires pectorales.

## Distribution et habitat
Son aire de répartition va du golfe de Gascogne au Nord, des Îles Canaries et d'Afrique australe au sud (partie Est de l'Atlantique) vers l'ensemble de la Méditerranée, mais pas en mer Noire.
Il a été introduit avec succès en mer Caspienne.
Les habitats qu'il fréquente sont principalement les estuaires et les lagunes.
Il est capable de rejoindre la mer mais il ne remonte presque jamais les eaux douces.